# I cattivi dormono in pace
I cattivi dormono in pace (悪い奴ほどよく眠る?, Warui yatsu hodo yoku nemuru) è un film del 1960 diretto da Akira Kurosawa.
È stato il primo film del regista giapponese ad essere finanziato dalla sua casa di produzione.
La pellicola è un atto di denuncia da parte di Kurosawa verso la corruzione che affliggeva la finanza giapponese di quel tempo.
Presentato al Festival internazionale del cinema di Berlino nel 1961, il film è stato candidato per l'Orso d'oro.

## Trama
Tokyo, 1960: Kôichi Nishi, figlio di un finanziere costretto al suicidio per non perdere l'onore, architetta un piano diabolico per portare alla rovina il 
responsabile della morte del padre, il corrotto vice presidente della Public Corporation Iwabuchi. Per smascherarlo e trovare le prove della sua corruzione, Nishi si insinua nella sua vita privata e lavorativa, divenendone prima il fidato segretario, poi il genero, dopo averne sposato la figlia Yoshiko. Nishi appare disposto a tutto pur di vendicare il padre, ma finirà per trovarsi impelagato in un affare troppo grande anche per lui.

## Accoglienza

### Critica
Il film, anni dopo la sua uscita, venne definito da molti critici inferiore al successivo Anatomia di un rapimento. Lo stesso Kurosawa infatti ebbe a dire:
- Vigoroso melodramma che (...) dopo un'ottima prima parte, diventa un po' schematico e didattico verso la fine. Commento del dizionario Morandini che assegna al film tre stelle su cinque di giudizio.[1]
- Un buon film del grande regista giapponese. Commento del dizionario Farinotti che assegna al film tre stelle su cinque di giudizio.[3]
- Rotten Tomatoes assegna al film un punteggio di 7.7/10.[4]